# Салмън
 Тази статия е за града в Съединените щати.  За подводницата вижте Салмън (подводница).  
Са̀лмън (на английски: Salmon) е град в окръг Лими, щата Айдахо, САЩ. Салмън е с население от 3122 жители (2000) и обща площ от 4,6 km². Намира се на 1202 m надморска височина. ЗИП кодът му е 83467, а телефонният му код е 208.